# Acoutsina
Acoutsina eller Acountsina, född omkring 1697, död efter år 1719, var en inuitisk hövdingadotter, känd för sin tid som fånge hos Augustin Le Gardeur de Courtemanche i Labrador i Kanada från 1717 till 1719. Hon är en av de första inuiterna som skildrats som individer i den kanadensiska historien. De uppgifter hon gav om sitt folk och den inuitiska kulturens seder tillhör de första i Kanada.

## Biografi
Acoutsina tillfångatogs av den franska handlaren och militären Augustin Le Gardeur de Courtemanche vid dennes handelsstation, som låg på Baie de Phélypeaux (nuvarande Brador Bay), på den norra stranden av St Lawrence Bay. Hon anges ha varit omkring tjugo år under år 1717. Hon levde i två år som tjänare hos familjen Courtemanche, då hon också agerade tolk vid deras kontakter med inuiterna. Hon berättade om inuiternas religion och levnadssätt och nämnde även flera västerlänningar, som skeppsbrutna sjömän, som levde eller hade levt bland dem. Dessa berättelser blev nedskrivna och bevarade. År 1719 kom en stor grupp inuiter ledda av hennes far, hövding Ouibignaro, för att förhandla. Det hela slutade med att hon återvände till sitt hem hos inuiterna. 